# Norrtälje luftvärnsmuseum
Norrtälje luftvärnsmuseum är ett militärhistoriskt museum invigt den 13 december 1995 beläget i Norrtälje. Museet drivs som en ideell förening, vars syfte är att bevara minnet av luftvärnet i Norrtälje samt Roslagens luftvärnskår (Lv 3). Museets lokaler ligger på August Strindbergs gata 2 på det tidigare garnisonsområdet, vilket idag är Campus Roslagen.

## Luftvärnsmateriel i utställningen
- 20 mm luftvärnsautomatkanon m/40, med sikte fm/44 (Hammarfeldt)
- 20 mm luftvärnsautomatkanon m/41 (Hispano-Suiza)
- 40 mm luftvärnsautomatkanon m/36 A, med korrektör, utan transportvagn
- 40 mm luftvärnskanon m/36, ringsikten, fältlavett m/38
- 40 mm luftvärnsautomatkanon m/48 CR,DR DIRSI
- 7,5 cm luftvärnskanon m/02, "stubbkanonen"
- 7,5 cm luftvärnskanon m/1900-17
- 8 cm luftvärnskanon m/40 H
- Robotsystem 69. (General Dynamics Redeye)
- Robotsystem 70,   Atrappsikte, lavett och IK vilka användes för grundläggande hanteringsövningar.
- Luftvärnsrobotbandvagn 701, med RBS 70
- Luftvärnsrobot 365, Bristol Bloodhound Mk I. Från försöken 1959 - 1962.
- Centralinstrument m/ä, "Gustafssons trollåda"
- Centralinstrumentering Cig 790
- 150 cm belysningsstrålkastare m/37
- Måldatamottagare (MDM) för RBS 70. Mottager måldata vid robottropp från spaningsradar (PS-70/R)
- Stridsledningsterminal (SLT) för RBS 70 m.fl. Utveckling mot fler system och måldatasystemet LvMådS

## Galleri

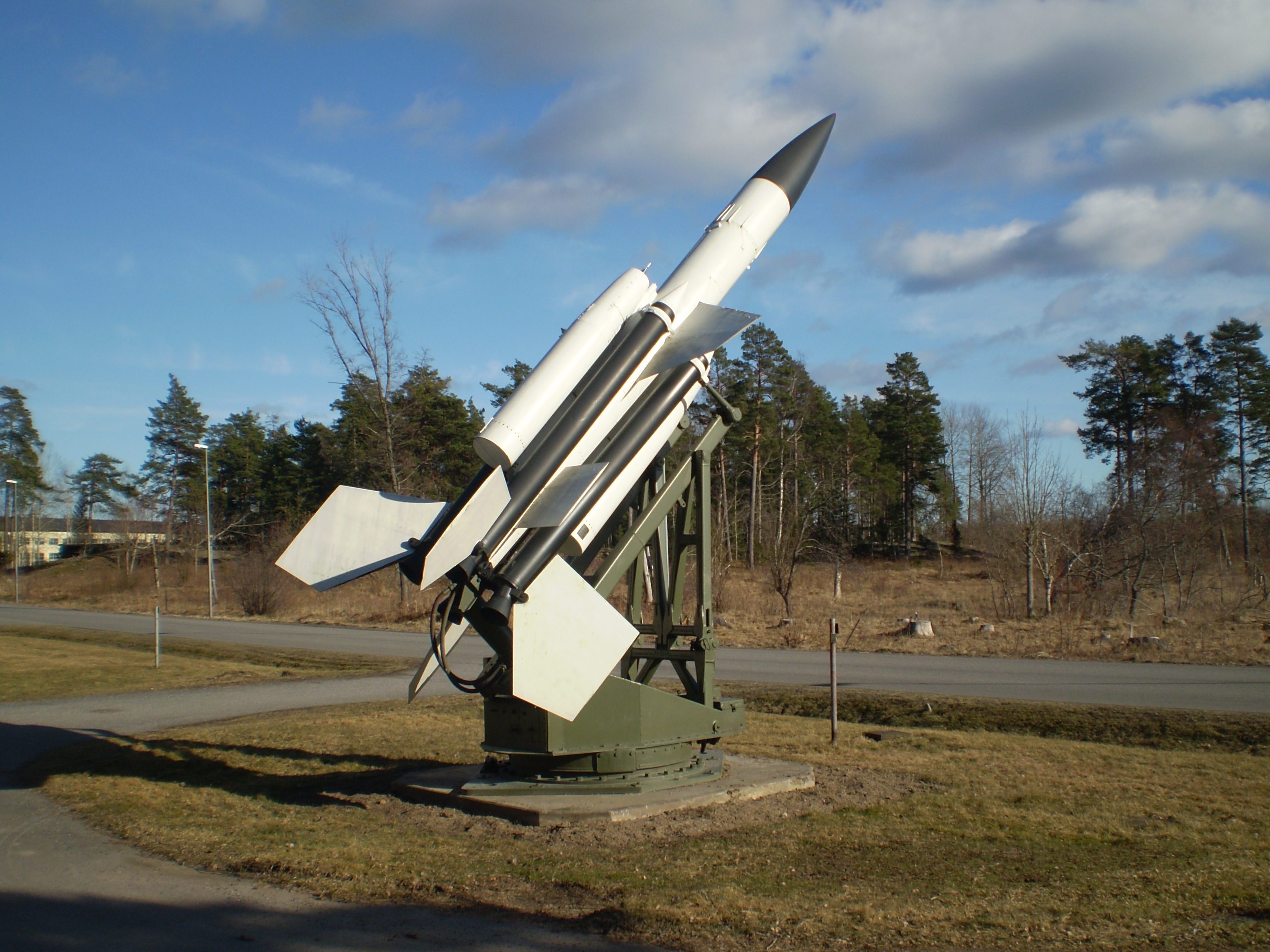
Robotsystem 365 Bloodhound Mk I
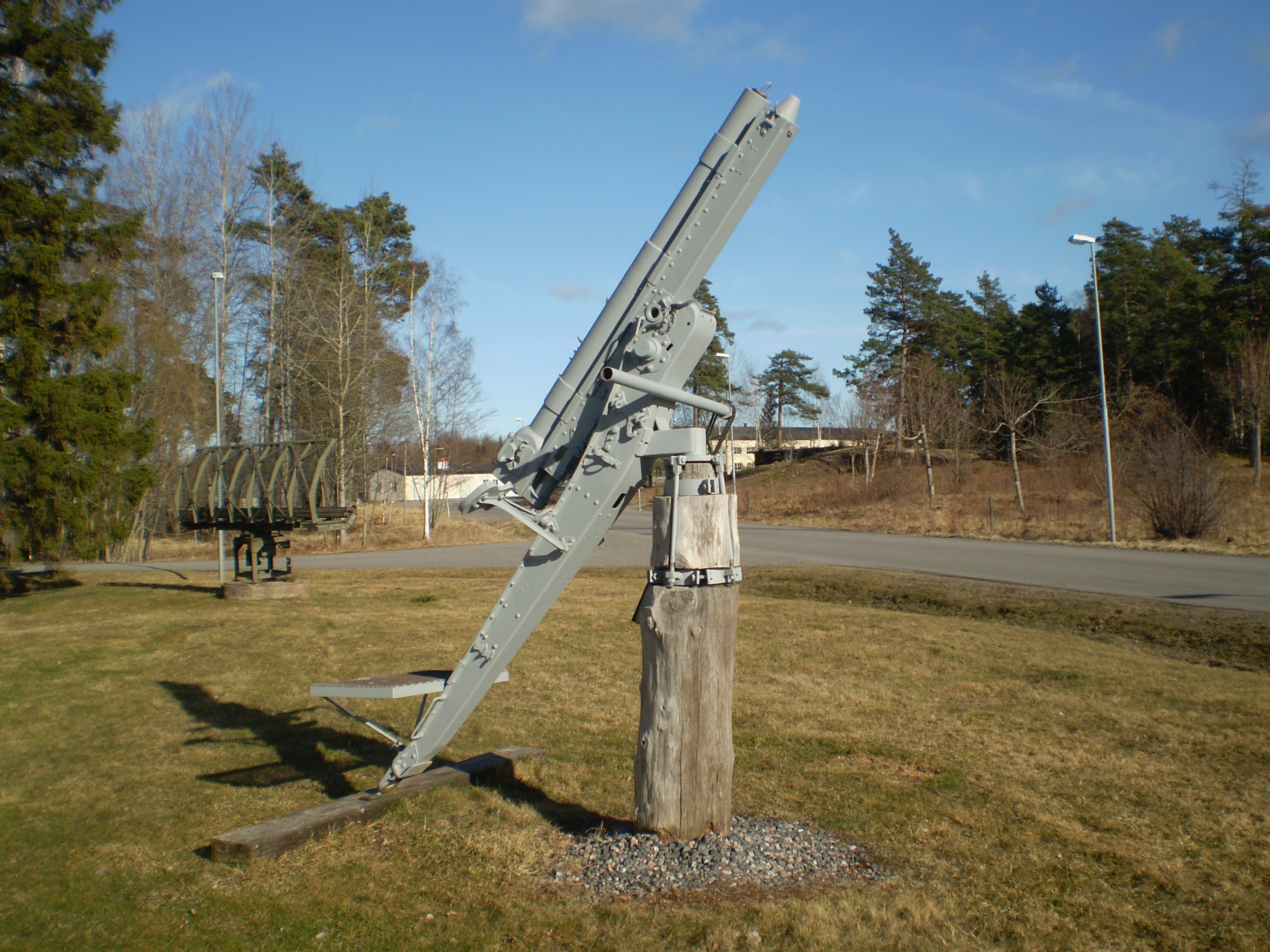
7,5 cm fältkanon m/02 med luftvärnsanordning m/17
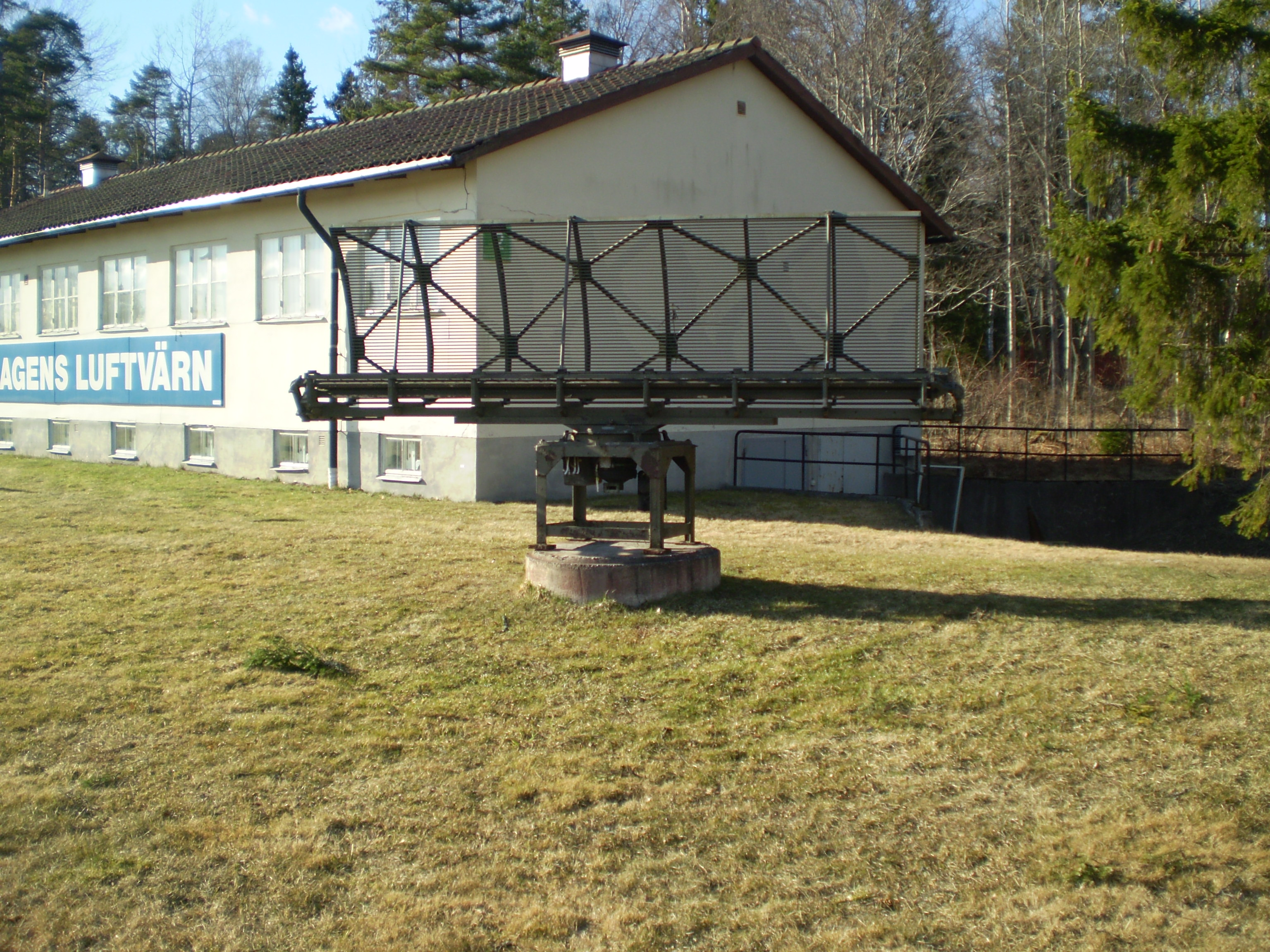
Antenn till spaningsradar PS-171/R